# Poecilosomella pallidimana
Poecilosomella pallidimana är en tvåvingeart som först beskrevs av Oswald Duda 1925.  Poecilosomella pallidimana ingår i släktet Poecilosomella och familjen hoppflugor. Inga underarter finns listade i Catalogue of Life.